# شئ ما تحت
شئ ما تحت (بالإنجليزية: Something Beneath)‏ هو فيلم رعب تم إنتاجه في كندا وصدر سنة 2007 بطولة كيفن سوربو وناتالي براون.

## القصة
فقط تحت قدميك يكمن شر مميت للغاية ، ذكي للغاية ، إنه مخيف. الحاضرون في قمة بيئية على وشك اكتشاف مشكلة أكبر من الاحتباس الحراري.

## وصلات خارجية
شئ ما تحت على موقع IMDb (الإنجليزية)
- شئ ما تحت على موقع نتفليكس (الإنجليزية)
- شئ ما تحت على موقع ألو سيني (الفرنسية)
- شئ ما تحت على موقع قاعدة بيانات الفيلم (الإنجليزية)
- شئ ما تحت على موقع ليتربوكسد (الإنجليزية)
- شئ ما تحت على موقع كينوبويسك (الروسية)